# Stanisław Demczuk
Stanisław Demczuk  (ur. 8 lutego 1932 we Włodawie zm. w styczniu 2022) – pułkownik Wojska Polskiego, komendant 25 Wojskowej Komendy Kolejowej w Stargardzie Szczecińskim (1977–1989).

## Życiorys
Stanisław Demczuk urodził się 8 lutego 1932 we Włodawie. Jego ojciec Stanisław Demczuk w 1918 wstąpił na ochotnika do 13 pułku artylerii lekkiej we Włodawie, który wchodził w skład tzw. Błękitnej Armii generała Józefa Hallera. Brał udział w wojnie polsko-bolszewickiej m.in. w walkach pod Kowlem i Równem. Następnie został skierowany do Białej Podlaskiej do sformowanego w roku 1921 30 pułku artylerii lekkiej będącego w składzie 30 Dywizji Piechoty, w 1922 został przeniesiony do Włodawy. Był żołnierzem zawodowym. W roku 1932 urodził mu się syn Stanisław. Do 1938 rodzina Demczuków zmieniała miejsce zamieszkania. W 1938 z jednostki jego ojca (30 pal) wydzielono drugi dywizjon mjr. Aleksandra Makowitza, który został przedyslokowany do Pińska i tu osiedliła się jego rodzina.
W 1938 rozpoczął naukę w drugiej klasie szkoły podstawowej. W marcu 1939 jednostka wojskowa jego ojca (30 pułku artylerii lekkiej) została przeniesiona w rejon Piotrkowa Trybunalskiego. W lipcu 1939 ostatni raz przed wojną widział ojca, który przyjechał na chrzciny swojej córki, a jego siostry Krystyny. Podczas kampanii wrześniowej jego ojciec brał udział w walkach pod Sykorą, a podczas obrony Modlina został ranny i był leczony w szpitalu polowym w Twierdzy Modlin, który ewakuowano do Królewca, po czym po wyleczeniu trafił do obozu jenieckiego Stalag I A (północna część dawnego niemieckiego poligonu Stablack, obecnie Stabławki i Kamińsk w gminie Górowo Iławeckie). Miał numer 26249.
13 kwietnia 1940 wraz z rodziną, w tym z dziewięciomiesięczną siostrą – został deportowany z Pińska do Kokczetawu położonego w Północnym Kazachstanie, a następnie do dużej wsi Aryk Bałyk położonej w stepie w dolinie rzeki Akan. Latem 1941 jego i rodzinę przeniesiono do nieodległej wsi Tachtabrod. W tym czasie jego matka ciężko zachorowała, gdy miał 9 lat. Przeżyli dzięki pomocy polskich zesłańców. W 1946, po sześciu latach zesłania, w ramach akcji repatriacyjnej wyjechał z rodziną transportem kolejowym skierowanym do Białej Podlaskiej. Na Pomorzu Gdańskim spotkał swojego ojca, który będąc w niemieckiej niewoli przetrwał wojnę. Rodzina Demczuków w 1946 osiedliła się w Lipianach. Pierwsze jego miesiące po powrocie z zesłania to okres rekonwalescencji po chorobie zakaźnej. Następnie podjął naukę w szkole podstawowej i liceum elektrycznym. Odbył obowiązkową służbę w Powszechnej Organizacji „Służba Polsce” w 5 Brygadzie w Świdniku. Następnie podjął pracę w Pyrzycach na stanowisku kierownika grupy robót budowlanych w Budowlanym Przedsiębiorstwie Powiatowym, po czym został powołany do wojska, gdzie służył w 5 batalionie Wojsk Kolejowych w Darłowie. Po ukończeniu szkoły podoficerskiej odbywał służbę w Wojskowej Komendzie Odcinka Kolejowego w Gdyni, skąd w 1953 został skierowany do Wrocławia, gdzie podjął studia w Oficerskiej Szkole Wojsk Inżynieryjnych im. Jakuba Jasińskiego. W 1956, po ukończeniu szkoły został skierowany do Warszawy, gdzie pełnił służbę zawodową w Zarządzie IV Sztabu Generalnego Wojska Polskiego.

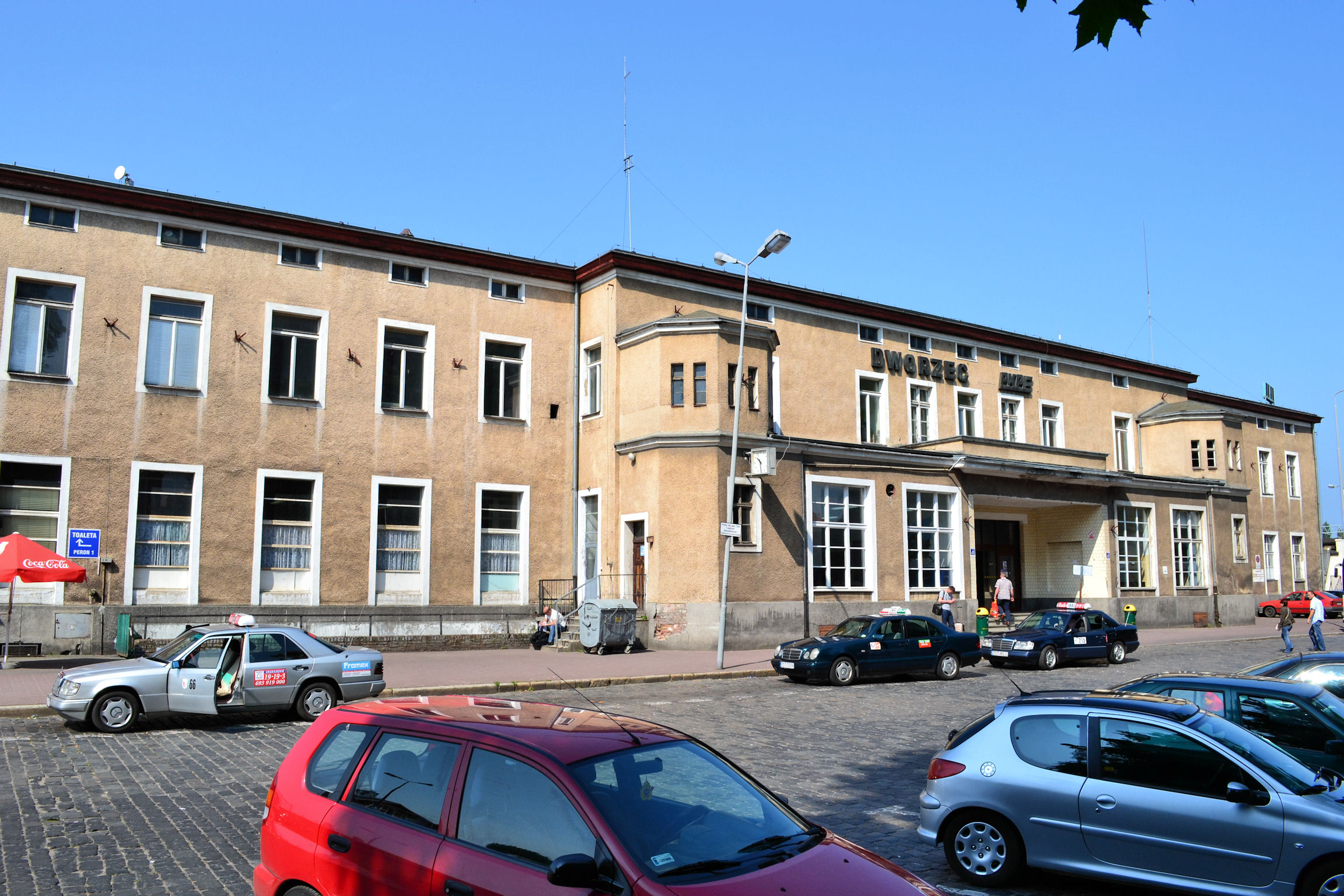
Od 1957 pełnił służbę w Stargardzie Szczecińskim, w tym na stanowisku komendanta 25 WKK od 1977 do 1989.

W 1957 na własną prośbę został przeniesiony do Stargardu Szczecińskiego, gdzie rozpoczął pełnić służbę w 25 Wojskowej Komendzie Kolejowej, która w Stargardzie Szczecińskim była pod względem przewozów najbardziej obciążona ze wszystkich komend w Polsce. W poszczególnych latach zmieniał się rejon odpowiedzialności służbowej. Nastąpiły przekształcenia komendy w ramach szczecińskiego szefostwa. W 1977 został komendantem WKK w Stargardzie Szczecińskim, któremu podlegały stacje kolejowe z bocznicami, na których ładowały się transporty: Pyrzyce, Lipiany, Widuchowa, Głazów, Myślibórz, Rów, Dolice, Choszczno, Siekierki (stare Łysogórki), Drawno, Żółwino, Prostynia, Kiełpino, Cybowo. Zadaniem jego, jako komendanta WKK było organizacyjne i nadzorcze zabezpieczenie w obsługiwanym przez siebie rejonie przewozów wojskowych planowania centralnego i okręgowego, posiadał uprawnienia rozkazodawcze w stosunku do komendantów transportów wojskowych odnośnie do przestrzegania przepisów w czasie załadowania, przewozu i wyładowania transportów wojskowych. Sprawował także nadzór w stosunku do żołnierzy przebywających na obiektach kolejowych w rejonie odpowiedzialności służbowej. W czasie służby ukończył studia wyższe i uzyskał tytuł magistra historii.
W 1989 zakończył zawodową służbę wojskową w stopniu podpułkownika i został przeniesiony w stan spoczynku jako inwalida wojskowy. W Lipianach był współzałożycielem Koła Związku Sybiraków. 28 sierpnia 1989 zmarł jego ojciec Stanisław Demczuk.  W 1990 wstąpił do Związku Inwalidów Wojennych RP pełniąc funkcję sekretarza Zarządu Oddziału w Stargardzie Szczecińskim. W 2002 minister obrony narodowej Jerzy Szmajdziński awansował go do stopnia pułkownika. Stanisław Demczuk zmarł w styczniu 2022 w wieku 90 lat. Miał żonę Marię, córkę Krystynę i syna Stanisława.

## Awanse
- podporucznik – 1956[17]

(...)
- podpułkownik – 1989[10]

 Awanse w stanie spoczynku 
- pułkownik – 2002[13]

## Ordery i odznaczenia[18]
- Krzyż Kawalerski Orderu Odrodzenia Polski
- Krzyż Zesłańców Sybiru
- Złota Odznaka honorowa „Za zasługi dla Związku Inwalidów Wojennych RP”
- Srebrna Odznaka honorowa „Za zasługi dla Inwalidów Wojennych RP”
- Medal 90-lecia Związku Inwalidów Wojennych RP

i inne